# Моренов амфитеатър на Ивреа
Мореновият амфитеатър на Ивреа (на италиански: Anfiteatro morenico di Ivrea, накратко AMI) е моренов релеф с ледников произход, разположен в района на Канавезе, регион Пиемонт, Северна Италия.
Той е геоложки паметник, уникален в света заради непокътната заоблена морена, която го ограничава. С площ от над 600 км² на вътрешния басейн и с арка на заобикалящите го хълмове от около 80 км той е сред най-добре запазените геоморфологични единици от този тип в света.
AMI датира от кватернера и е създаден от транспортирането на седименти към Паданската низина по време на заледяванията от големия ледник, минаващ през долината на река Дора Балтеа. По площ в Италия е надминат единствено от подобна структура, заобикаляща езерото Гарда. Наименованието амфитеатър, обикновено давано на тези геоморфологични структури, се отнася до тяхната характерна елиптична форма, която е очевидна върху географската карта.
Административно засяга Метрополен град Торино (около 80%) и в по-малка степен – провинциите Биела (16%) и Верчели (4%). В него към декември 2019 г. влизат 85 общини.

## Орография
Релефът е формиран от ледника на Балтеа (на италиански: Ghiacciaio Balteo) през кватернера – най-новият период от дългата геоложка история на нашата планета. Гигантският ледник е оформил Вале д'Аоста, която понастоящем се пресича от река Дора Балтеа, от където идва и името му. Той е 5 км широк и около 600 м дебел. След ход от почти 100 км в алпийската долина ледникът излиза от нея и продължава повече от 25 км по равнината отпред, като се разширява с над 20 км, пренасяйки и оставяйки товар по пътя си.
Между 1 млн. и 730 хил. год. назад ледникът се изтласква с последователни пулсации все повече и повече в долината на река По, образувайки релефите на селата Торацо, Сала Биелезе и Дзубиена, съставляващи част от лявата страна на Амфитеатъра и вероятно и други релефи по десния фланг (видими по краищата на дн. село Руельо) и по ледниковия фронт, оставайки ги с последвалото си оттегляне. Между 730 и 130 хил. год. назад друго ледниково напредване надминава предходното, като унищожава по-голямата част от морените, свързани с него, и изгражда необикновения релеф на Сера (селата Андрате, Торацо, Маняно), хълмовете на градчетата Каваля и Маце, и на селата Монкривело, Кучельо, Торе Канавезе и Колерето Джакоза, т.е. голяма част от съществуващия понастоящем Моренов амфитеатър. Между 130 и 10 хил. години назад последващо ледниково напредване изгражда и оставя релефите на селата Буроло, Албиано д'Ивреа, Тина (част от село Вестиние) и Сан Мартино Канавезе.
В цялата зона се забелязват различни ледникови пулсации, които с течение на времето създават впечатляващи моренови струпвания. Сред тях особено забележима е лявата странична морена на древния ледник, наречена Сера ди Ивреа: тя е най-голямата структура от този вид в Европа. Тя произхожда от южните склонове на планината Колма ди Момбароне (2371 м) и върви в почти права посока на югоизток в продължение на около 25 км, за да се „разбие“ в хълмовете около езерото Вивероне. Състои се от поредица от паралелни хребети, най-високият от които достига максимална височинна разлика от 800 метра в сравнение с равнината вътре в Мореновия амфитеатър в района на село Андрате. Тази разлика постепенно намалява на изток, за да достигне около 280 метра близо до село Дзимоне.
Неговият десен двойник, с по-неправилна форма, е представен от релефи, разположени между село Байро и устието на потока Киузела в равнината. И тук, в областта на спояване с алпийската верига, се достигат най-големите височини: около 800 м надм. височина в близост до село Бросо. Между селата Страмбинело и Балдисеро Канавезе непрекъснатостта на хълмистата верига се прекъсва от дефилето, с което потокът Киузела се отклонява на изток, насочвайки се към мястото си на вливане в река Дора Балтеа.
Челната морена се състои от поредица от хълмове, които се простират между градчето Алие и село Вивероне, прекъснати между селата Маце и Вилареджа чрез коридора, отворен от река Дора Балтеа. Акцентът в този сектор на морената е Брик Винядома (Bric Vignadoma) с неговите 520 м надм. височина в близост до село Виалфре.
На територията на амфитеатъра се намира обширна равнинна площ с надморска височина, варираща между 210 и 270 м, и в нея са разположени множество селища, сред които и град Ивреа. Непрекъснатостта на тази равнина се прекъсва тук-там от изолирани релефи и от някои малки хълмисти хребети, един от които съдържа Малкия моренов амфитеатър (Piccolo Anfiteatro Morenico) при селата Страмбино и Скарманьо. Общините в този райнон (градчетата Страмбино и Романо Канавезе, и селата Мерченаско и Скарманьо) са групирани в Хълмистата общност на Малкия моренов амфитеатър на Канавезе (Comunità collinare Piccolo Anfiteatro Morenico Canavesano). Площта на водосборния басейн на езерото Вивероне се определя освен от външния моренов кръг на AMI, така и от по-малките вътрешни отлагания, а общините от този район са групирани в Хълмистата общност „Около езерото“ (Unione di Comuni Comunità collinare Intorno al Lago).
Съгласно орографската класификация SOIUSA (Международно унифицирано орографско подразделение на Алпийската система) релефите, разположени от дясно на река Дора Балтеа принадлежат към Грайските Алпи и по-специално – към алпийската група на Роза дей Бианки (Rosa dei Bianchi), а морените от ляво на реката – към Алпите на Биела и следователно – към Пенинските Алпи.

## Хидрография
AMI се пресича в посока север-юг от река Дора Балтеа, която събира водите на потока Киузела и на други по-незначителни водни потоци. Част от водата, транспортирана от реката, се събира в Канала на Ивреа (Il Naviglio di Ivrea), който подава вода за оризищата на Верчели, след което тя се отклонява към басейна на река Сезия. Външните склонове на хълмовете на AMI са притоци на басейните на потока Орко (на запад) и на река Елво (на изток).
Сред различните моренови брегове, които съставляват амфитеатъра, се намират множество езера, чието образуване е тясно свързано с геоложката история на AMI. Докато езерото Вивероне е доста обширно (то е третият по големина водоем в Пиемонт), останалите са средни и малки по размер. На север от град Ивреа се намират т. нар. „Пет езера на Ивреа“, най-голямото от които е Сирио. В дясната странична морена са разположени езерата Аличе и Меуляно, а по хълмовете, съставляващи челната морена – езерото Кандия и по-малки езера като Мальоне и Монкривело.
Най-големите от тези водоеми принадлежат към категорията на междумореновите езера, т.е. на тези, хванати в капан между мореновите кордони, отложени по време на различните ледникови пулсации, засегнали района. В други случаи обаче геоложкият произход се отнася по-директно към действието на ледника: езерото Аличе и Петте езера на Ивреа се считат от геолозите за езера с ледникова ерозия.
| Езеро            | Водна повърхност (км²) | Водосборен басейн (км²) | Надморска височина (м) | Произход         |
| ---------------- | ---------------------- | ----------------------- | ---------------------- | ---------------- |
| Езеро Вивероне   | 5,72                   | 25,7                    | 229                    | междумореново    |
| Езеро Кандия     | 1,35                   | 7,5                     | 227                    | междумореново    |
| Езеро Сирио      | 0,29                   | 1,4                     | 266                    | ледникова ерозия |
| Езеро Бертиняно  | 0,09                   | 0,6                     | 377                    | междумореново    |
| Езеро Кампаня    | 0,1                    | 4,1                     | 238                    | ледникова ерозия |
| Черно езеро      | 0,1                    | 1,3                     | 299                    | ледникова ерозия |
| Езеро Аличе      | 0,096                  | 1,05                    | 575                    | ледникова ерозия |
| Езеро Монкривело | 0,03                   | 0,3                     | 263                    | междумореново    |
| Езеро Сан Микеле | 0,07                   | 0,7                     | 239                    | ледникова ерозия |
| Езеро Пистоно    | 0,12                   | 2,8                     | 280                    | ледникова ерозия |
| Езеро Меуляно    | 0,029                  | 0,18                    | 717                    | междумореново    |
| Езеро Мальоне    | 0,05                   | 2,7                     | 251                    | междумореново    |

## Геология
Още преди раждането на модерната геология някои легенди, разпространени в Канавезе, разказват за съществуването на огромно езеро в района на АMI, което обаче е поставено под въпрос от геолозите. Според легендите езерото е било бонифицирано от митичната царица-жрица на саласите Ипа (Ypa) чрез изкопаването на тунел в близост до село Маце, за да накара да се отекат водите извън кръга на хълмовете, навремето служещи му за езерна дига на юг. Следи от тази легенда присъстват и в хрониката De bello canepiciano на Пиетро Адзарио от 14 век, в която древното присъствие на голямо езеро в района се съобщава като нещо сигурно.
Произходът на AMI е проучен от различни пиемонтски геолози от втората половина на 19 век. Първите класически проучвания са дело на Луиджи Бруно (1877 г.), Карло Марко (1892 и 1893 г.) и на географа Джовани Де Агостини (1894 и 1895 г.). Проучванията се задълбочават и се стига до синтетичните трудове от 70-те год. на XX век на геолога Франческо Караро (Francesco Carraro).

### Субстрат
Скалистият субстрат, върху който се намира дн. Моренов амфитеатър на Ивреа, принадлежи към три отделни геоложки единици, отделени една от друга с linea insubrica. Това важно тектонично прекъсване се разделя в зоните на Биела и на Канавезе на два разлома с почти паралелен ход: по-южна Вътрешна канавезка линия и по-северна Външна канавезка линия. В зоната на AMI северно от Външната канавезка линия се намира зоната Сезия-Ланцо (Sesia – Lanzo), съставена предимно от слюдести шисти и като цяло от скали, претърпели дълбоки метаморфни процеси; тя включва Момбароне от ляво на река Дора Балтеа и Монте Грегорио от противоположната ѝ страна. Между двете канавезки линии е районът на Канавезе – зона, която геологично се характеризира с доста разнородни литологични видове и която излиза на повърхността близо до градчето Монталто Дора и Петте езера на Ивреа. На юг от Вътрешната канавезка линия скалистият субстрат принадлежи към района на Ивреа – Вербано (Ivrea – Verbano). Сред различните видове скали, които изграждат тази геоложка единица в зоната на AMI, са рядко срещани базалните гранулити, които според геоложките изследвания се произлезли от най-дълбоките части на континенталната кора близо до границата ѝ със земната мантия. Част от град Ивреа е построена върху този скалист субстрат, което е видимо близо до светилището на Монте Стела.

### Ледникови фази
Според геолозите в последната фаза на плиоцена (геоложкият период, предшестващ образуването на Мореновия амфитеатър) морето в района на Канавезе, заемащо по онова време Паданския басейн и достигащо до вътрешността на долините на Аоста и на Орко, постепенно се изпълва с утайки, идващи от ерозията на алпийската верига.
AMI, от своя страна, се образува по времето на плейстоцена, когато, поради намаляването на средните температури и по-големите валежи над Алпите, започва да се натрупва значителна маса лед, която е понесена надолу по течението от големи ледници. По-конкретно, дъното на дн. Вале д'Аоста на няколко пъти е изцяло заето от ледника на Балтеа, който с ход, подобен на този на дн. река Дора Балтеа, излиза на Канавезката равнина и след това се разширява като ветрило, а във фазите на най-интензивно заледяване докосва днешните градчета Калузо и Алие.
В геоложката литература ледниковите фази на плейстоцена традиционно са разделени на Миндел, Рис и Вюрм. В миналото името на трите основни моренови кръга, съставляващи AMI, е било заимствано директно от тези подпериоди, чието временно разделение се е определяло главно въз основа на проучванията за ефектите на ледниците на север от Алпите. Впоследствие тази класификация започва да се счита за недостатъчно точна, за да опише геоложката еволюция на басейните, разположени на юг от алпийската верига, така че днешното подразделение на мореновите кръгове е показано в следната таблица (преработена по Геоложката карта на Мореновия амфитеатър на Сера):
| Период            | Начало на периода (преди милиони години) | Моренов кръг             | Остаряла класификация |
| ----------------- | ---------------------------------------- | ------------------------ | --------------------- |
| Горен плейстоцен  | 0,13                                     | Група Боленго-Страмбино  | Вюрм                  |
| Среден плейстоцен | 0,73                                     | Група Сера ди Ивреа      | Рис                   |
| Долен плейстоцен  | 1,65                                     | Група Сан Микеле – Борго | Миндел                |

Отлаганията, оставени от най-старата от трите основни ледникови пулсации – групата на Сан Микеле – Борго (San Michele – Borgo), са най-външни и са най-добре разпознаваеми от лявата страна на AMI, в района на Сера ди Ивреа, зает от провинция Биела. Предната и голяма част от дясната морена са покрити с отломки, останали от следващата фаза, започнала преди около 700 хил. години. През този период е положен най-добре запазеният от трите моренови кръга – групата на Сера ди Ивреа (Serra di Ivrea). В допълнение към основното тяло на Сера той включва и голяма част от челната морена, видима днес (приблизително в зоната между селата Монкривело и Торе Канавезе), както и част от релефите, разположени на устието на долината Валкиузела. Хълмистите релефи, дължащи се на тази ледникова фаза, са достигналите най-големи височини. Това е и поради факта, че по някакъв начин те са били оградени от морени, оставени от предишната пулсация, което е довело до по-голяма височина в сравнение с тази при свободното отлагане върху равнинната площ. Третата група депозити, наречена Боленго-Страмбино или Боленго-Албиано (Bollengo-Strambino/Bollengo-Albiano), е най-скорошната и се намира в рамките на предходните два. Тя включва моренови кордони с по-ниска надморска височина, както и Серета (Serretta) – нисък хълм, който се отделя от основното тяло на Сера ди Ивреа край село Боленго.
Другите ледникови епизоди в историята на плейстоцена не оставят следи в района, тъй като по-късно техните отлагания са покрити и/или преместени от седиментни маси, които се отнасят до трите основни моренови кръга.
Създаването на големите моренови системи по устието на Вале д'Аоста не оказва влияние единствено върху зоната, включена в AMI, но и значително променя хидрографията на съседните територии. От палеогеографските изследвания (по-специално от тези на геолозите Франческо Караро и Франко Джаноти) става ясно, че в древни времена потокът Черво, след излизане от едноименната алпийска долина, се е насочвал рязко на юг и се е вливал в река Дора Балтеа приблизително там, където се намира днешното село Вероне. Според тази реконструкция потоците Виона и Оропа, и река Елво са се вливали директно в Дора Балтеа, чийто древен ход е бил рязко изместен на североизток спрямо сегашния. Отлагането на огромния моренов апарат на Сера ди Ивреа и на седиментните покривки на изток от нея променят тази конфигурация и постепенно се отклоняват на изток по хода на потока Черво, като в крайна сметка го карат да се влее в река Сезия. Седиментите, пренесени от ледника на Балтеа, блокират и хода към Дора Балтеа на днешните десни притоци на самия Черво, така че те пренасят водите си към басейна на Сезия.
Равнината във вътрешността на амфитеатъра е понижена в сравнение със заобикалящите я равнинни площи. Отляво на река Дора Балтеа се намира село Монкривело с център в посока на мореновия кръг, равнинните зони вътре в амфитеатъра са с надморска височина от около 215 м, а тези на изток от Монкривело, извън AMI, имат средна надморска височина от около 260 м. Това явление също се дължи на ерозивното въдействие на ледника на Балтеа, чийто ход в периодите на максимално разширяване е снижавал нивото на селските райони, прехвърляйки част от съставляващите го утайките във формиращите се моренови релефи.

### Междуледникови фази
Периодите, изминали между две последователни ледникови пулсации, се наричат „междуледникови периоди“ и в планинските и предпланинските райони се характеризират с отдръпването на предната част на ледниците в долините на произход. В конкретния случай на AMI най-новите геоложки проучвания показват, благодарение на анализа на утайките, че всяка фаза на оттегляне на ледника на Балтеа съответства на повече или по-малко генерализирана езерна фаза. Водите от топенето на ледника и онези по течението на Дора Балтеа и нейните притоци са били 'впримчвани' във вътрешността на породените от ледниковото изгребване долини и сред изоставените моренови кордони на оттегляне на самия ледник.
Едно от последствията от оттеглянето на ледника на Балтеа е флувиалното прихващане от страна на река Дора Балтеа на планинската част на басейна на потока Киузела. Преди около 150 хил. години Киузела, в долния участък на днешната дига на Гурция, е вървял в югозападна посока и след това се е вливал отляво в потока Орко. След последното заледяване обаче по-големият наклон и по-ниската устойчивост на ерозията на скалите от източната страна на потока са довели до увеличаване на ерозивната сила на малките водни потоци, които, слизайки на югоизток, са се вливали в река Дора Балтеа. Единият от тях, придвижвайки началото на малкия си басейн нагоре, изкопава дълбоката пропаст, все още видима при езерото Гурция, и прихваща потока Киузела. По този начин Киузела се канализира в маркирания лакътен завой, на чието ниво, насочвайки се на изток, понастоящем се влива в река Дора Балтеа.
В сегашния междуледников период, започнал преди около 10 хил. години, в рамките на AMI се образуват една или повече вътрешноморенови езерни района. Тяхното наличие е доказано от утайки, класифицирани чрез фина гранулометрия като по-фини и по-стратифицирани от хетерогенните и нестратифицирани утайки, типични за морените, съставляващи релефите на района. Изпразването на езерния район е в резултат на постепенното увеличаване на разреза, предизвикан от река Дора Балтеа и нейният оток между селата Маце и Вилареджа. Различни водни басейни с по-малък размер са останали дълго време в капана на мореновите кордони, някои от които все още съществуват и днес. Сред тях най-големите са езерото Вивероне и езерото Кандия. Други езерни басейни с различна големина постепенно се запълват само с частично разложени остатъци от крайречна растителност и образуват многобройните торфени блата, все още видими в района.
С прогресивното затлачване на езерните райони, оставени от оттеглянето на ледника, река Дора Балтеа започва да ерозира утаечния слой, съставляващ вътрешната равнина на AMI. Нейният ход, включващ в миналото множество разклонения, вследствие на това задълбаване постепенно приема морфологията на един единствен канал, предимно с формата на меандър. По този начин са изоставени най-западните разклонения в района на селата Фиорано и Лоранце, а реката, преминавайки през теснината между град Ивреа и село Кашинете д'Ивреа, създава добре маркирано дефиле. При извънредно покачване на водата това положение на нещата води до реактивиране на западното палеоречно дъно, дължащо се на ефекта на дигата, която се създава, когато днешното русло на река Дора Балтеа не успява да изхвърли наводнителната вълна, идваща от Вале д'Аоста. Феноменът се среща няколко пъти в историята и по-специално по време на наводненията през 2000, 2002 и 2008 г., причинявайки значителни щети в районите, пресечени от палеоречното корито.

## Палеоботаника
С финалната фаза на последното заледяване зоните, които се освобождават от леда, макар и прекъснато и постепенно, са колонизирани от първоначално тревиста и храстовидна, и впоследствие – горска растителност. Качествена идея за еволюцията на флората в зоната на AMI може да се извлече от изследването на поленовите диаграми, получени от седиментите на езерните райони на Вивероне и на Аличе, датирани с радиометрични методи.
Отстъплението на ледника на Балтеа в днешна Вале д'Аоста обикновено е датирано преди около 20 хил. години. В тази първа фаза палеоботаничните данни показват, че външните ивици на Мореновия амфитеатър са заети от лесове, сред които преобладават зелената елша и върбите, а около езерото Вивероне се развива непрекъснато горско покритие от лиственици.
С по-нататъшното нарастване на температурите по време на междинния период Болинг-Алерод е налице рязко увеличаване на горната граница на горската растителност, която преди около 14 хил. год. достига до 1800 м надм. височина. В тази фаза сред доминиращите видове освен лиственицата намираме белия бор, брезата и хвойната, а към края на периода се наблюдава и значително разрастване на термофилните широколистни дървета и храсти.
Със завръщането на студените температури в периода на късния дриас в тази зона границата на горската растителност намалява с около 200 – 300 метра надм. височина, а дърветата на голяма площ отстъпват пред прерията. След около 1100 г. студеният период приключва и с меките температури, характерни за холоцена, горската покривка успява бързо да възстанови изгубения терен.

## Човешко присъствие
Конкретната географска структура на AMI повлиява значително във времето на използването на почвата и на човешките селища на територията. Днешните сателитни снимки на района показват напр. как мореновите хълмове все още се различават (по наличието на обширни гори) от вътрешната равнина и околните територии, характеризиращи се вместо това с по-гъсто човешко поселение и с разпространението на интензивно земеделие.

### Праистория
Дори и да предположим, че в рамките на AMI са съществували човешките поселения преди фазата на максимална ледникова експанзия, те не биха могли да бъдат документирани, защото действието на ледника на Балтеа е изтрило всички следи от това. В района обаче има множество човешки свидетелства, датиращи от неолита и по-специално – от финалната фаза на последната ледникова пулсация през ранния плейстоцен преди около 10 – 12 хил. години. Човешкото поселение се консолидира през бронзовата епоха. Сред находките от този период особено добре запазени са онези, отнасящи се до селищата в близост до все още съществуващи езерни басейни или до онези, които с течение на времето са се превърнали в торфени блата. От голямо значение са напр. изследванията на наколните селища в района на езерата Вивероне и Бертиняно, където са открити и канута.
Наличието на човешки поселения около езерата очевидно не е случайно и свидетелства как жителите на тази част на Канавезе оценяват допълнителните хранителни ресурси, осигурени от риболова, и по-голямата безопасност, предлагана им от наколните жилища в сравнение с тези в континенталната част. Свидетелства за човешки поселения от бронзовата и от желязната епоха обаче има и в райони, далеч от езерните райони, като напр. мегалитния комплекс на Каваля, разположен в югоизточната част на AMI. Благоприятните климатични условия и използването на метални инструменти довеждат до известно демографско увеличение и засилват селскостопанската практика, интегрирана с животновъдство.

### Римски период
В предримското време районът на Канавезе е обитаван от саласите, племе от келтски произход. Първият сблъсък с Рим датира от 143 г. пр.н.е., когато те се противопоставят на войските на консула Апий Клавдий Пулхер. В следващите 40 г. няма забележителни битки, но със сигурност икономическото проникване на Рим продължава, което позволява на Сената да основе през 100 г. пр.н.е. римската колония Епоредия (дн. Ивреа) върху съществувало укрепено селище на саласите. Съпротивата на населението в равнините и в близката Вале д'Аоста е разрешена през 25 г. пр.н.е. от император Август, който, както разказва историкът Страбон, постига капитулацията на саласите и основава муниципиума на Аоста.
Още през 100 г. пр.н.е. в AMI започва забележителна трансформация по отношение на използването на земята: паралелно с военната окупация започва заселването на граждани от римски или латински произход, на които се дават внимателно измерени и преброени парцели, които самите заселници подлагат на земеделска експлоатация. Тази поземлена организация на равнинната зона се осъществява според класическата схема на центуриация, т.е. на разделяне на полетата с мрежа от пътеки и ортогонални канали. Според археологическите проучвания все още е възможно да се намерят следи от това древно подразделение в селските райони на Канавезе. Районът на AMI има значително търговско значение през имперския период, понеже се намира по протежението на виа Галика, която свързва Паданската низина с Галия чрез Августа Претория (дн. град Аоста) и проходите на Малкия и на Големия Сан Бернар.

### Средновековие и Ренесанс
Канавезе изпитва политически и икономически затрудения в кризисния период след падането на Римската империя и в Ранното средновековие. Районът минава няколко пъти в различни ръце до окончателното му минаване под Савойски власт през 1356 г.
Както през Античността, така и през Средновековието тази част от Канавезе се пресича от важен комуникационен маршрут: Via Francigena – поклоннически път от Централна и Северна Европа до Рим. След излизането си от Вале д'Аоста участъкът на пътя достига Ивреа и продължава на югоизток покрай мореновия релеф „Ла Сера ди Ивреа“. По някакъв начин с наличието на Via Francigena е свързан и разцветът на романската архитектура, която, наред с религиозни сгради от голямо значение, населва мореновите хълмове с църкви и по-малки параклиси, разположени често на изолирани места. Върхът на хълмистите релефи, съставляващи AMI, в много случаи се използва за изграждането на замъци и на селища, които се възползват от позиции, които са по-лесно защитяеми и по-здравословни, тъй като са далеч от блатистите равнини.
Лозарството, практикувано още преди идването на римляните, се консолидира и разширява по склоновете през Средновековието и е благоприятствано от период на особено мек климат. Към него се добавя и отглеждането на маслинови дръвчета, което според някои учени е още по-широко разпространено и е регламентирано от множество наредби и местни разпоредби.
В последната фаза на Средновековието, благодарение и на относителната политическа стабилност, осигурена от савойското управление, областта се радва на умерен икономически растеж. Сред различните произведения от този период е и Каналът на Ивреа, чието изграждане като навигационен канал започва при Амадей VIII Савойски по проект на Леонардо да Винчи с цел свързването на град Ивреа с град Верчели и напояването на оризищата на провинция Верчели.

### Модерна и съвременна епоха
Охлаждането на климата, настъпило между началото на 18 и средата на 19 век, води до прекратяване на отглеждането на маслинови дървета в района на AMI. Лозарството продължава усърдно да се практикува благодарение и на общото увеличение на населението в периода до първата половина на 20 век.

Между 19 и 20 век се практикуват различни бонификационни дейности във влажните зони на Амфитеатъра и добивът на торф, прекратен след това поради ниската производителност и ограничения икономически интерес към получения продукт.
С индустриализацията и последвалото изоставяне на селскостопанската дейност в по-малко плодородните райони, особено след Втората световна война, по-неблагоприятните склонове на мореновите хълмове са изоставени на естествените процеси на залесяване, докато отглеждането на лозя се запазва в най-слънчевите райони, често в традиционна терасовидна форма, които приютяват високи асми (на пиемонтски: topie), поддържани от кръгли каменни колони.
След Втората световна война AMI е засегнат от широкото разрастване на сградите, особено в района на вътрешната равнина, и от изграждането на различни инфраструктури, вкл. и автомагистралата Торино-Аоста и A4/A5 - разклонение Ивреа-Сантия, т. нар. Бретела (окачване). Някои от тези инфраструктури, селските райони и обитаемите места в района понасят големи щети от наводнението в зоната на АMI през октомври 2000 г., което причинява излизането от коритото на река Дора Балтеа и на други реки в Пиемонт и във Вале д'Аоста.

## Опазване на природата
Предвид екологичното значение на мореновите хълмове и на влажните зони, които обграждат важна част от AMI, Амфитеатърът е защитен по различни причини от натуралистична гледна точка. През 1995 г. регион Пиемонт създава Провинциалния природен парк на езерото Кандия. Освен това в рамките на амфитеатъра има редица места от Общностен интерес.
| Код       | Наименование                                          | Наименование на италиански                                        | Общини |
| --------- | ----------------------------------------------------- | ----------------------------------------------------------------- | --- |
| IT1110013 | Монти Пелати и кула Чивес                             | Monti Pelati e Torre Cives                                        | Балдисеро Канавезе, Кастеламонте, Видрако |
| IT1110018 | Сливане на По, Орко и Малоне                          | Confluenza Po – Orco – Malone                                     | Брандицо, Кивасо |
| IT1110020 | езеро Вивероне                                        | Lago di Viverone                                                  | Адзельо, Пивероне, Вивероне, Борго д'Але |
| IT1110021 | езера на Ивреа                                        | Laghi di Ivrea                                                    | Боргофранко д'Ивреа, Буроло, Кашинете, Киаверано, Ивреа, Монталто Дора                                                                                           |
| IT1110034 | езера Меуляно и Аличе                                 | Laghi di Meugliano e Alice                                        | Аличе Супериоре, Меуляно, Пеко |
| IT1110036 | езеро Кандия                                          | Lago di Candia                                                    | Кандия Канавезе, Маце, Виске |
| IT1110047 | Скарманьо – Торе Канавезе (дясна морена на Ивреа)     | Scarmagno – Torre Canavese (morena ds di Ivrea)                   | Алие, Балдисеро Канавезе, Кастеламонте (админ. район), Кучельо, Пероза Канавезе, Сан Мартино Канавезе, Скарманьо, Торе Канавезе, Виалфре                         |
| IT1110050 | Мулино векио                                          | Mulino Vecchio                                                    | Маце, Рондисоне, Вилареджа, Чиляно, Салуджа |
| IT1110057 | Сера ди Ивреа                                         | Serra di Ivrea                                                    | Андрате, Боленго, Боргофранко д'Ивреа, Буроло, Киаверано, Палацо Канавезе, Пивероне, Черионе, Донато, Маняно, Монграндо, Сала Биелезе, Торацо, Дзимоне, Дзубиена |
| IT1110061 | езеро Мальоне                                         | Lago di Maglione                                                  | Мальоне, Монкривело |
| IT1110062 | подземно езерце на Сетимо Ротаро                      | Stagno interrato di Settimo Rotaro                                | Каравино, Сетимо Ротаро |
| IT1110063 | гори и блата на Белависта                             | Boschi e palludi di Bellavista                                    | Ивреа, Павоне Канавезе |
| IT1110064 | блато на Романо Канавезе                              | Pallude di Romano Canavese                                        | Романо Канавезе, Скарманьо |
| IT1120013 | Резерват „Островче на Ритано“ (Дора Балтеа)           | Isolotto del Ritano (Dora Baltea)                                 | Салуджа, Рондисоне, Тораца Пиемонте |
| IT1201000 | Национален парк „Гран Парадизо“                       | Parco Nazionale Gran Paradiso                                     | Черезоле Реале, Локана, Ноаска, Рибордоне, Ронко Канавезе, Валпрато Соана                                                                                        |
| IT1130004 | езеро Бертиняно (Вивероне) и езерце на пътя за Рополо | Lago di Bertignano (Viverone) e Stagno presso la str. per Roppolo | Рополо, Вивероне |

Мореновият амфитеатър като цяло е определян от тогавашната провинция Торино и като геосайт. За момента това признаване не предполага пряка защита на района както при природните резервати. Класификацията обаче трябва да се вземе предвид във фазата на градоустройственото планиране, при подготовката на териториалните планови документи и при избора на инструменти за евентуалното туристическо подобряване на съответните райони.

## Туризъм и спорт
Районът на Мореновия амфитеатър включва популярни туристически дестинации като езерото Вивероне и езерото Сирио, около които е развита мрежа от къмпинги, хотели и ресторанти. Водите на двете езера са подходящи за плуване, а при Вивероне обществена навигационна линия свързва основните градове на брега.
Инициативи за насърчаване на туризма на територията на Амфитеатъра са предприети от Eкомузея на Мореновия амфитеатър на Ивреа, сдружение с нестопанска цел, създадено през 2008 г. и към април 2020 г. обединяващо 24 общини в района, Съюза на планинските общности Валкиузела, Хълмистата общност на Малкия моренов амфитеатър на Канавезе Архив на оригинала от 2020-01-18 в Wayback Machine., както и 11 различни асоциации и частни правни субекти. В допълнение към музейната дейност се организират различни видове събития като театрални представления, концерти, семинари и тематични екскурзии.

### Туристически маршрути
В района има множество обозначени туристически маршрути:
- Висока пътека на Мореновия амфитеатър (Alta Via Anfiteatro Morenico)

Той е най-тясно свързан с геоложката структура на AMI и е с основно трасе от около 108 км проходими пеша. Има 5 етапа и изцяло преминава през външния хълмист кръг на AMI в посока на часовниковата стрелка, тръгвайки от село Андрате и завършвайки в село Бросо. По пътя има няколко езера сред зеленина като Вивероне, Петте езера на Ивреа, езерото Кандия с неговия парк, както и замъкът на Мазино с вековен парк, села, гори и лозя, от които се правят вина като известното Ербалуче ди Калузо DOCG. Практикуват се множество спортове на открито (въздушни, водни и земни), а всяка година много международни спортисти преминават по пътеката Morenic Trail. Към основния маршрут има различни съпътстващи маршрути, които позволяват да се стигне до главното трасе от околните обитаеми центрове. Всички тези трасета са проходими пеша, на кон и на планински велосипед.
- Маршрут „Висока пътека на Канавезе“ (Alta Via Canavesana): с 12 етапа (+ 4 варианта). Започва и завършва в градчето Понт Канавезе, докосва долините Вал Галенка, Вал ди Тесо и Вал Малоне, пресича долините Вале Орко и Вал Соана, и докосва долината Вале Сакра. От село Черезоле Реале до Вал Соана маршрутът преминава през пиемонтската част на Националния парк „Гран Парадизо“, в изключителен екологичен контекст, обхващайки и участъци от Кралските ловни пътища на Виктор Емануил II и припокривайки се с участъци от Обиколния маршрут на „Гран Парадизо“. По трасето има светилища – места на чудотворни събития, села и древни енорийски църкви, пейзажи, уникални флора и фауна.[54]

- Обиколка на парк „Гран Парадизо“ (Giroparco Gran Paradiso): започва от заслона „Читà ди Кивасо“ (Città di Chivasso Архив на оригинала от 2020-03-08 в Wayback Machine.) в алпийския проход Коле дел Ниволет (Colle del Nivolet) в Грайските Алпи и е на 8 етапа. Излиза от Пиемонт през Коле Лариса във Вал Соана, свързвайки се с участъка от трасето във Вале д'Аоста. Проследява кралските ловни трасета, построени през 1800 г. от Савоя с цел връзка между ловните хижи на резервата „Гран Парадизо“, който през 1922 г. става първият италиански национален парк. От село Черезоле Реале до село Ронко Канавезе маршрутът се припокрива с участъците на маршрута „Висока пътека на Канавезе“. Той се развива на голяма надморска височина, с широк изглед към панорамата на долините Вале Орко и Вал Соана, с изключителна флора и фауна, светилища и свидетелства за архитектурна стойност на местната култура и история.[55]

- Маршрут на Петте езера (Itinerario dei 5 Laghi): обект от общностен интерес, тази зона на Мореновия амфитеатър на Ивреа е обект на заселване на всички основни праисторически цивилизации и включва обекти със значителен природен, исторически и развлекателен интерес (вкл. множество археологически находки, останки от римски акведукт и преминаването на тектоническата Linea Insubrica). В допълнение към петте езера има многобройни влажни зони, вкл. и торфени блата (известните „балеринови земи“ до Монталто Дора), формирани по време на последното заледяване. Археологическият парк на езерото Пистоно в градчето Монталто Дора включва подбор от артефакти, открити на брега му и изложени в кметството.[56]

- Маршрути през Вале Сакра (Perscorsi Valle Sacra): предлагат възможност за лесни разходки и за по-трудни екскурзии до планински върхове и проходи. Общ елемент са гледките и историята, изпълнена с легенди, свидетелство на което са множеството светилища и параклиси, дали името на Долината. Сред тях са Светилището на Пиова, Светилището на Св. Елизабета, Параклиса на Беличе и параклисът „Малпасо“, посветен на Св. Игнат – мястото, за което се говори, че там е убит последният василиск. Пътеките позволяват да се стигне до бараките на старата кварцова кариера по склоновете на планината Пунта ди Верцел и да се посетят местата на Костантино Нигра, сенатор на Кралство Италия по времето на Камило Бенсо ди Кавур.[57]

- Друг важен маршрут, пресичащ AMI в посока север-юг, е Via Francigena Canavesana, който възстановява трасето на средновековните поклонници в участъка на Канавезе.[58] Mинава през участък от Мореновия амфитеатър на Ивреа, осеян с езера и характеризиращ се с дългия профил на Сера, моренов рид от 25 км. Маршрутът е на 2 етапа (село Карема – град Ивреа и град Ивреа – село Пивероне) и минава през стари църкви и замъци.[59]
- Пътека на белите камъни (Sentiero delle Pietre Bianche): вие се по основен маршрут, състоящ се от тясно свързани помежду си пръстени. Има около 50 км трасета, които докосват територията на 11 общини, разположени в Метрополен град Торино и в Провинция Верчели, люлка на известния сорт грозде Ербалуче. Пътеките осигуряват връзка между общините в района и в същото време позволяват да се създават локални пръстени на маршрута „Висока пътека на Мореновия амфитеатър“.[60]
- В североизточната част на AMI се намира и екскурзионният маршрут „Голямо пресичане на провинция Биела“ (Grande traversata del Biellese, накратко GtB): обхваща 234 км в Провинция Биела, разделени на 57 къси етапа с дължина от 1 до 8 км върху горски пътеки, пътища за каруци или за селскостопански машини.[61]

### Спорт
В района на AMI се провеждат множество спортни събития:
- Класическата за Пиемонт „Обиколка на 5-те езера“, която достига 42-рото си издание през 2019 г. Състезание за аматьори в района на Петте езера на Ивреа през 25 км асфалтирани и неасфалтиран пътища, гори и порфир.[63]
- Международни и национални състезания по кану и каяк на Кану стадиона (Stadio della Canoa) в град Ивреа
- 50 км Ербалуче (“50 km dell’Erbaluce”): аматьорско състезание с планински велосипед през април в продължение на 50 км по мореновите хълмове около езерото Кандия
- Моренова пътека (Morenic Trail Архив на оригинала от 2020-04-12 в Wayback Machine.): бягане по индивидуална или щафетна пътека в продължение на 119 км по главното трасе на маршрута „Висока пътека на Мореновия амфитеатър“
- Бягане към замъка, Изкачване на Маниеро (Castlerun Scalata al Maniero Архив на оригинала от 2020-02-23 в Wayback Machine.): състезателна надпревара за възрастни и деца сред природата на Петте езера на Ивреа с крайна точка Замъка на Монталто Дора
- Състезание по планинско бягане „Бягане Ай Пиани“ (Corsa ai Piani): от село Таваняско до църквата „Св. Мария Магдалена ай Пиани“; през 2019 г. е 68-ото му издание
- 3 часа на тротинетка (3 ore di monopatino): най-важното състезание за тротинетка в Канавезе, провежда се в град Ивреа. През 2015 г. е 29-ото му издание
- Състезание по спортно ориентиране „5 езера за всички“ (5 Laghi per Tutti Архив на оригинала от 2023-11-29 в Wayback Machine.): с начална и крайна точка в градчето Монталто Дора, индивидуално, по двойки или на групи. Използва се топографска карта, създадена специално за ориентиране, с конвенционални знаци, унифицирани в целия свят
- Състезание по бързо ходене „Ивреа – Момбароне“ (Gara podistica Ivrea – Mombarone Архив на оригинала от 2020-06-09 в Wayback Machine.) с начало пл. Отинети в град Ивреа и с край – езерото Сирио, по обозначен маршрут
- „Ивреа тича“ (Ivrea che corre): несъстезателно свободно бягане от 5 км през май за всички възрасти в град Ивреа
- Италиански шампионат по риболов на езерна пъстърва (Campionato Italiano Trota Lago)
- Състезание в памет на Лучано Курнис (Memorial Luciano Curnis Архив на оригинала от 2021-01-25 в Wayback Machine.): хълмисто пешеходно състезание по асфалтирани и неасфалтирани пътеки в района на Биенка (подселище на село Киаверано)
- Триатлон Триолейк (Tri@lake): в района на Петте езера на Ивреа (езерата Сирио, Пистоно и Черното езеро), подходящо за професионалисти и аматьори в 3 спорта: плуване, бягане и планинско колоездене
- Състезания „Между езерата“ (Trailaghi) – 4 на брой състезания с участие по двойки и 1 несъстезателна разходка, с начало и край – село Киаверано
- Триатлон на Канавезе (Canavese Triatlon): 750 м плуване, 21,4 км колоездене и 4,9 км бягане на територията на общините Андрате, Боргофранко д'Ивреа, Киаверано, Ивреа и Номальо

Има възможност за множество дейности на открито:
- Речно кану в езерата Сан Микеле, Сирио, Вивероне, на Кану стадиона в град Ивреа, в алпийския поток Киузела
- Гребане в езерото Кандия от март до октомври
- Рафтинг по река Дора Балтеа и в потока Киузела
- A ndrate Nordic Walking Park: горските и планинските пътеки на парка свързват село Андрате (839 м) с местността Сан Джакомо (1229 м) и оттук – с планината Момбароне (2371 м). Предлагат се различни трасета за северно ходене
- Обиколки на различните езера: езерото Кампаня (2-часова обиколка с начало село Кашинете), Черното езеро (2 часа и половина обиколка с начало и край – село Боргофранко д'Ивреа), Пистоно (2-часова обиколка с начало и край градчето Монталто Дора), Сирио (час и половина с начало паркинга пред езерото), обиколка на басейна на древноримското езеро Мареско ди Биенка (2 часа, по пътя са видими останките от римски акведукт); Кандия – една от най-ценните влажни зони на Пиемонт, защитена зона (провинциален природен парк) с над 400 флорални вида, важно място за почивка, за зимуване и транзит на птици.
- Обиколка с каруци
- Шосейно колоездене, за предпочитане в периода април–ноември
- Делтапланеризъм в района на Сан Джакомо до село Андрате (Decollo di San Giacomo di Andrate)
- Eporedia Active Days: събитие през юни, посветено на спортове на открито и на популяризирането на района на Канавезе; включва различни събития, вкл. и Active Run (маратон от 18,4 км). Провежда се на Канустадиона (Stadio della Canoa) в град Ивреа.
- Различни възможности за езда: уестърн езда в затворени и отворени хиподруми; езда по английски маниер; езда сред природата по трасе от 110 км
- Екскурзионизъм, подходящ през пролетта и есента, в района на Петте езера на Ивреа с неговото характерно разнообразие от естествена природна среда и панорамни места за гледка към AMI и към долна Вале д'Аоста. Полулярно място са „балериновите земи“ – торфено блато, държащо се над водата, върху което ходещите се люлеят заедно с дърветата.
- Преход по Монте Торета (Monte Torretta, 2182 м надм. височина) – един от сателитите на планината Колма ди Момбароне
- Катерене по брега на потока Рио Пиовано Архив на оригинала от 2012-08-20 в Wayback Machine., подходящ за canyoning при слизане
- Голф: през пролетта, лятото и есента на специално пригодени за това площадки за аматьори и професионалисти
- Скално катерене: приключенски парк „Ла Турна“ в Монтеструто (подселище на село Сетимо Витоне); скалните структури в селата Куинчинето, Чезнола (при село Сетимо Витоне) и Таваняско; в района на Петте езера на Ивреа – добре оборудваните стени на Монталто Дора и Монте Неро; долината на Скаларо над село Куинчинето и стените на близката Валкиузела имат най-значимите акценти с най-дългите маршрути, и там се намира известната скална фитнес зала на Траверсела; скалните райони на селата Куинчинето и на Виалфре са подходящи от любителите на боулдъринга.
- Регати, каране на платноходки и на сърф, натуралистичен миникруиз в езерото Вивероне
- Писта от изкуствен сняг за ски северни дисциплини в долините на село Виалфре (“Vialfrè Sci Morenico”) на 430 м надм. височина
- Планинско колоездене в района на мореновия релеф „Ла Сера ди Ивреа“
- Плуване в езерата Вивероне и Сирио.